# Astragalus stenoceroides
Astragalus stenoceroides är en ärtväxtart som beskrevs av Antonina Georgievna Borissova. Astragalus stenoceroides ingår i släktet vedlar, och familjen ärtväxter. Inga underarter finns listade i Catalogue of Life.